# فندق بلو تاور
فندق بلو تاور (البرج الأزرق) هو فندق أربعة نجوم يقع في شارع الحمراء وسط دمشق. يضم 59 غرفة ومطعماً ومقهى ومشرباً. افتتح الفندق عام 2007.

## وصلات خارجية
- الموقع الرسمي لفندق بلو تاور